# Papel de piedra
El papel de piedra es un tipo de papel de origen mineral, impermeable, compuesto de un 60-80%  de carbonato cálcico (CaCO3) y un 40-20%  de polietileno (PE).
El papel de piedra tiene un proceso de fabricación patentado mundialmente basado en la extrusión vertical. El carbonato cálcico es molido en un polvo muy fino y se mezcla con polietileno. En su producción no se utilizan ni árboles, ni agua, ni cloro (dado que el color natural del carbonato cálcico es blanco). Además se emite un 50% menos CO2 que en el papel vegetal y se consume un 50% menos energía. Dispone de la certificación Cradle to Cradle.
El papel de piedra se puede reciclar (con el plástico) pero los materiales empleados no son renovables ni es biodegradable. 

## Historia
El proceso para crear papel de piedra fue desarrollado por Lung Meng Tech Co. de Taiwán a fines de la década de 1990. Desde entonces, ha sido patentado en más de 40[¿cuántos?] países.[cita requerida] El papel de piedra se vende también en forma de productos acabados.[cita requerida]

## Propiedades
El papel de piedra es un papel impermeable, resistente, de color natural blanco y de tacto muy suave. Es un aislante natural de la grasa, la humedad y los hongos. 
Dispone de una excelente calidad de impresión, especialmente en offset, offset waterless, serigrafía, flexografía y huecograbado. En digital se recomienda máxima precaución, ya que es un material sensible al calor (más allá de 100 °C) y podría ondularse. No resiste bien la impresión láser, pero es compatible con Indigo de HP, la impresora de tintas látex de HP y la Phaser / ColorQube de Xerox. 
El papel de piedra se puede adhesivar, coser y también es ideal para trabajos de relieve en seco. 

## Aplicaciones
- Bolsas de compras, pósteres, etiquetas autoadhesivas como las etiquetas de vinos y cavas.[9]
- Libros, libretas, mapas, revistas, catálogos
- Packaging cosméticos y embalajes para jabones
- Productos para jóvenes
- Manteles
- Papel de pared